# Govinahalu, Harihar
Govinahalu là một làng thuộc tehsil Harihar, huyện Davanagere, bang Karnataka, Ấn Độ.